# Olympische Sommerspiele 2024/Breaking/Qualifikation
Für die olympische Premiere der Breakingwettbewerbe bei den Olympischen Sommerspielen 2024 in Paris sollen zwischen September 2023 und Juni 2024 32 Quotenplätze vergeben werden. Der französischen Delegation steht in beiden Wettbewerben ein Quotenplatz als Gastgebernation zu.
Quotenplätze können bei den Weltmeisterschaften, bei kontinentalen Qualifikationsturnieren oder über eine Qualifikationsserie errungen werden. Die Quotenplätze werden den Athleten direkt zugeteilt, NOKs dürfen die erreichten Quotenplätze also nicht an andere Athleten des Landes vergeben.

## Übersicht
| Nation               | Männer | Frauen | Gesamt |
| -------------------- | ------ | ------ | ------ |
| Australien           | 1      | 1      | 2      |
| China                | 1      | 2      | 3      |
| Chinesisch Taipeh    | 1      |        | 1      |
| Frankreich           | 2      | 2      | 4      |
| Italien              |        | 1      | 1      |
| Japan                | 2      | 2      | 4      |
| Kanada               | 1      |        | 1      |
| Kasachstan           | 1      |        | 1      |
| Litauen              |        | 1      | 1      |
| Marokko              | 1      | 1      | 2      |
| Niederlande          | 2      | 1      | 3      |
| Portugal             |        | 1      | 1      |
| Refugee Olympic Team |        | 1      | 1      |
| Südkorea             | 1      |        | 1      |
| Ukraine              | 1      | 2      | 3      |
| Vereinigte Staaten   | 2      | 2      | 4      |
| Gesamt: 16 NOKs      | 16     | 17     | 33     |

## Männer

### B-Boys
| Qualifikationswettbewerb        | Datum                                  | Ort               | Plätze | Athlet            | B-Boy       |
| ------------------------------- | -------------------------------------- | ----------------- | ------ | ----------------- | ----------- |
| Gastgeber                       | 13. September 2017                     | Lima              | 1      | Gaëtan Alin       | Lagaet      |
| Weltmeisterschaft 2023          | 23. – 24. September 2023               | Löwen             | 1      | Victor Montalvo   | Victor      |
| Afrikameisterschaften 2023      | 12. – 13. Mai 2023                     | Rabat             | 1      | Bilal Mallakh     | Billy       |
| Europaspiele 2023               | 21. Juni – 2. Juli 2023                | Krakau            | 1      | Danis Civil       | Dany Dann   |
| Asienspiele 2022                | 23. September – 8. Oktober 2023        | Hangzhou          | 1      | Shigeyuki Nakarai | Shigekix    |
| Ozeanisches Qualifikationsevent | 27. – 28. Oktober 2023                 | Sydney            | 1      | Jeffrey Dunne     | J Attack    |
| Panamerikanische Spiele 2023    | 3. – 4. November 2023                  | Santiago de Chile | 1      | Philip Kim        | Phil Wizard |
| Olympic Qualifier Series 2024   | 16. – 19. Mai 2024 20. – 23. Juni 2024 | Shanghai Budapest | 7      | Lee-Lou Demierre  | Lee         |
| Olympic Qualifier Series 2024   | 16. – 19. Mai 2024 20. – 23. Juni 2024 | Shanghai Budapest | 7      | Kim Hong-yui      | Hongten     |
| Olympic Qualifier Series 2024   | 16. – 19. Mai 2024 20. – 23. Juni 2024 | Shanghai Budapest | 7      | Hiroto Ono        | Hiro10      |
| Olympic Qualifier Series 2024   | 16. – 19. Mai 2024 20. – 23. Juni 2024 | Shanghai Budapest | 7      | Qi Xiangyu        | Lithe-ing   |
| Olympic Qualifier Series 2024   | 16. – 19. Mai 2024 20. – 23. Juni 2024 | Shanghai Budapest | 7      | Jeffrey Louis     | Jeffro      |
| Olympic Qualifier Series 2024   | 16. – 19. Mai 2024 20. – 23. Juni 2024 | Shanghai Budapest | 7      | Ämir Säkirow      | Amir        |
| Olympic Qualifier Series 2024   | 16. – 19. Mai 2024 20. – 23. Juni 2024 | Shanghai Budapest | 7      | Menno van Gorp    | Menno       |
| Wildcard                        | —                                      | —                 | 0      | —                 | —           |
| Neuverteilung Wildcards         | —                                      | —                 | 2      | Sun Chen          | Quake       |
| Neuverteilung Wildcards         | —                                      | —                 | 2      | Oleh Kusnjezow    | Kuzya       |
| Gesamt                          | Gesamt                                 | Gesamt            | 16     | 16                | 16          |

## Frauen

### B-Girls
| Qualifikationswettbewerb        | Datum                                  | Ort               | Plätze | Athletin           | B-Girl           |
| ------------------------------- | -------------------------------------- | ----------------- | ------ | ------------------ | ---------------- |
| Gastgeber                       | 13. September 2017                     | Lima              | 1      | Carlota Dudek      | Señorita Carlota |
| Weltmeisterschaft 2023          | 23. – 24. September 2023               | Löwen             | 1      | Dominika Banevič   | Nicka            |
| Afrikameisterschaften 2023      | 12. – 13. Mai 2023                     | Rabat             | 1      | Fatima El-Mamouny  | Elmamouny        |
| Europaspiele 2023               | 21. Juni – 2. Juli 2023                | Krakau            | 1      | India Dewi Sardjoe | India            |
| Asienspiele 2022                | 23. September – 8. Oktober 2023        | Hangzhou          | 1      | Liu Qingyi         | 671              |
| Ozeanisches Qualifikationsevent | 27. – 28. Oktober 2023                 | Sydney            | 1      | Rachael Gunn       | Raygun           |
| Panamerikanische Spiele 2023    | 20. Oktober – 5. November 2023         | Santiago de Chile | 1      | Grace Choi         | Sunny            |
| Olympic Qualifier Series 2024   | 16. – 19. Mai 2024 20. – 23. Juni 2024 | Shanghai Budapest | 7      | Ami Yuasa          | Ami              |
| Olympic Qualifier Series 2024   | 16. – 19. Mai 2024 20. – 23. Juni 2024 | Shanghai Budapest | 7      | Ayumi Fukushima    | Ayumi            |
| Olympic Qualifier Series 2024   | 16. – 19. Mai 2024 20. – 23. Juni 2024 | Shanghai Budapest | 7      | Sya Dembélé        | Sissy            |
| Olympic Qualifier Series 2024   | 16. – 19. Mai 2024 20. – 23. Juni 2024 | Shanghai Budapest | 7      | Logan Elanna Edra  | Logistx          |
| Olympic Qualifier Series 2024   | 16. – 19. Mai 2024 20. – 23. Juni 2024 | Shanghai Budapest | 7      | Zeng Yingying      | Ying Zi          |
| Olympic Qualifier Series 2024   | 16. – 19. Mai 2024 20. – 23. Juni 2024 | Shanghai Budapest | 7      | Kateryna Pawlenko  | Kate             |
| Olympic Qualifier Series 2024   | 16. – 19. Mai 2024 20. – 23. Juni 2024 | Shanghai Budapest | 7      | Antilai Sandrini   | Anti             |
| Wildcard                        | —                                      | —                 | 0      | —                  | —                |
| Neuverteilung Wildcard          | —                                      | —                 | 2      | Vanessa Cartaxo    | Vanessa          |
| Neuverteilung Wildcard          | —                                      | —                 | 2      | Hanna Ponomarenko  | Stefani          |
| IOC Einladungsstartplatz        | —                                      | —                 | 1      | Manizha Talash     | Talash           |
| Gesamt                          | Gesamt                                 | Gesamt            | 17     | 17                 | 17               |